# 諾克斯縣 (田納西州)
諾克斯縣（英語：Knox County）是美国田纳西州東部的一個郡，面積1,362平方公里。根據美国人口普查局2020年的統計，共有人口47萬8,971人。縣治諾克斯維爾（Knoxville）。該縣成立於1792年6月11日，縣名是紀念首任美国战争部长亨利·诺克斯（Henry Knox）。
2018年5月2日，世界摔角娛樂明星肯恩以17票之差獲得黨內提名，同年8月3日以高達67%的得票率壓倒性當選田納西州諾克斯縣的地方首長。